# Geneviève Viollet-le-Duc
Pour les articles homonymes, voir Viollet-le-Duc.
Geneviève Viollet-le-Duc est une femme de lettres française née le 2 mars 1909 à Neuilly-sur-Seine où elle est morte le 9 décembre 2011.

## Biographie
Arrière-petite-fille d'Eugène Viollet-le-Duc, fille de Georges Viollet-le-Duc et de Renée Defaut, elle épouse Eugène Marcombes, fils du ministre Philippe Marcombes.

## Œuvres
- La Flèche de Notre-Dame de Paris (1965)
- Viollet-le-Duc à Rome, 30 octobre 1836-4 juin 1837 (1965)
- Restauration de Notre-Dame de Paris: Découverte (1968)
- Viollet-le-Duc à Vézelay: Mairie de Vézelay (1968)
- Mérimée: Notes et documents, comptes rendus, informations, bibliographie (1971)
- Édition des Lettres d’Italie de Viollet-le-Duc (1972, prix Albéric-Rocheron)
- Édition de la Correspondance de Paul-Louis Courier (1978, prix Broquette-Gonin)
- Esthétique appliquée à l'histoire de l'art suivi de Viollet-le-Duc et l'École des beaux-arts : la bataille de 1863-64 (1994)
- Les Viollet-le-Duc, histoire d'une famille, documents et correspondances (2000)